# Get Rich or Die Tryin' (film)
Get Rich or Die Tryin' är en amerikansk film från 2005 med rapstjärnan 50 Cent.
Filmen är baserad på 50 cents riktiga liv.

## Rollista (i urval)
- 50 Cent – Marcus
- Terrence Howard – Bama
- Adewale Akinnuoye-Agbaje – Majestic
- Joy Bryant – Charlene
- Omar Benson Miller – Kyrl
- Tory Kittles – Justice
- Ashley Walters - Antoine
- Marc John Jefferies - Unga Marcus
- Viola Davis - Mormor
- Sullivan Walker - Morfar